# نقطه سه‌گانه
نقطه سه‌گانه (به انگلیسی: Triple point)، دما و فشاری است که در آن‌ها، سه فاز ماده، در تعادل ترمودینامیکی هستند. به‌طور کلی، یک ماده با p فاز، {\displaystyle {p \choose 3}={\frac {p(p-1)(p-2)}{6}}} نقطه سه‌گانه دارد.
افزون‌بر نقطه سه‌گانه برای فازهای جامد، مایع و گاز، یک نقطه سه‌گانه ممکن است بیش از یک فاز جامد را شامل شود؛ در مواد با چندریخت چندگانه. برای نمونه، هلیوم-۴، یک نقطه سه‌گانه دارد که شامل دو فاز سیال است (نقطه لاندا).
از نقطه سه‌گانه آب برای تعریف کلوین، واحد پایه دمای ترمودینامیکی در سیستم بین‌المللی واحدها (SI) استفاده شده‌است. نقطه سه‌گانه آب، به‌جای اندازه‌گرفتن، تعریف شد، اما، ۲۰۱۹، با بازتعریف واحدهای پایه SI، تغییر یافت. از نقاط سه‌گانه چندین ماده برای تعریف نقاط در مقیاس بین‌المللی دمای ITS-90 استفاده می‌شود، مانند نقطه سه‌گانه هیدروژن (۱۳٫۸۰۳۳K)، یا نقطه سه‌گانه آب (۲۷۳٫۱۶ K یا ۰٫۰۱ درجه سانتیگراد یا ۳۲٫۰۱۸ درجه فارنهایت).
اصطلاح «نقطه سه‌گانه» را، ۱۸۷۳، جیمز تامسون، برادر لرد کلوین پیش نهاد.

## نقطه سه‌گانه آب

### نقطه سه‌گانه مایع - گاز - جامد

یک نمودار فازی نمونه. خط سبز جامد در بیشتر مواد اعمال می‌شود. خط چین سبز رفتار ناهنجار آب را نشان می‌دهد.

تنها ترکیب واحدی از فشار و دما هست که در آن، آبِ مایع، یخِ جامد و بخار آب می‌توانند در یک تعادل پایدار در دمای تقریباً ۲۷۳٫۱۵۷۵ کلوین (معادل ۰٫۰۱ درجه سانتی گراد یا ۳۲٫۰۱۳۵ درجه فارنهایت) و فشار بخار جزئی ۶۱۱٫۶۵۷ پاسکال (۶٫۱۱۶۵۷ میلی بار یا ۰٫۰۰۶۰۳۶۵۹ اتمسفر) باشند. در آن مرحله، می‌توان با تغییرات دلخواه کوچک در فشار و دما، همه مواد را به یخ، آب یا بخار تبدیل کرد. حتی اگر فشار کل یک سیستم کاملاً بالاتر از نقطه سه‌گانه آب باشد، به‌شرطی‌که فشار جزئی بخار آب ۶۱۱٫۶۵۷ پاسکال باشد، باز هم می‌توان سیستم را به نقطه سه‌گانه آب رساند. به‌طور دقیق، سطوح جداکننده مراحل مختلف نیز باید کاملاً صاف باشند تا کشش سطحی را بی‌اثر کنند.
نقطه سه‌گانه گاز - مایع - جامد، با حداقل فشاری که آب (مایع) می‌تواند در آن باشد، مطابق است. در فشارهای پایین‌تر نقطه سه‌گانه (مانند فضای بیرونی)، یخِ جامد هنگامی که در فشار ثابت گرم می‌شود، مستقیم به بخار آب تبدیل می‌شود؛ فرآیندی که به عنوان تصعید شناخته می‌شود. بالاتر از نقطه سه‌گانه، یخِ جامد با گرم شدن در فشار ثابت، ابتدا ذوب می‌شود و آب مایع تشکیل می‌شود، و سپس بخار می‌شود یا می‌جوشد و در دمای بالاتر، بخار تشکیل می‌شود.
برای بیشتر مواد، نقطه سه‌گانه گاز-مایع-جامد نیز کم‌ترین دمایی است که در آن، مایع می‌تواند باشد. برای آب اما این درست نیست، زیرا نقطه ذوب یخ‌های معمولی به‌عنوان تابعی از فشار کاهش می‌یابد، همان‌طور که توسط خط سبز تیره در نمودار فاز نشان داده شده‌است. در دماهای دقیقاً زیر نقطه سه برابر، فشرده‌سازی در دمای ثابت، بخار آب را ابتدا به جامد و سپس به مایع تبدیل می‌کند (یخ‌آب دارای تراکم کمتری از آب مایع است، بنابراین افزایش فشار، به مایع شدن می‌انجامد).
فشار نقطه سه‌گانه آب، هنگام مأموریت مارینر ۹ به مریخ، به عنوان نقطه مرجع برای تعریف سطح دریا استفاده شد. در مأموریت‌های جدیدتر، به جای فشار، از ارتفاع‌سنجی و اندازه‌گیری گرانش لیزر برای تعریف ارتفاع در مریخ استفاده می‌شود.

### فازهای فشار بالا
در فشارهای بالا، آب دارای یک نمودار فازی پیچیده با ۱۵ مرحله شناخته‌شده یخ و چندین نقطه سه‌گانه است، از جمله ۱۰ تایی که مختصات آن در نمودار نشان داده شده‌است. برای نمونه، نقطه سه‌گانه در ۲۵۱ کلوین (معادل -۲۲ درجه سانتی گراد) مطابق با شرایط همزیستی یخ معمولی، یخ III و آب مایع، همه در تعادل است. همچنین برای همزیستی سه مرحله جامد، نقاط سه‌گانه وجود دارد، به عنوان مثال یخ II، یخ V و یخ VI در ۲۱۸ کلوین (یا −۵۵ درجه سانتی گراد)) و ۶۲۰ مگاپاسکال (معادل ۶۱۲۰ اتمسفر).

نمودار فازی آب با فشار زیاد، یخ II، یخ III و غیره را تشکیل می‌دهد. محور فشار لگاریتمی است. برای توضیحات دقیق این مراحل، به یخ مراجعه کنید.

## نقطه سه‌گانه چند ماده
| ماده                 | T [کلوین] (سلسیوس)                 | p [پاسکال]*                                   |
| -------------------- | ---------------------------------- | --------------------------------------------- |
| استیلن               | ۱۹۲٫۴ کلوین (−۸۰٫۷ درجه سلسیوس)    | ۱۲۰ کیلوپاسکال (۱٫۲ اتمسفر استاندارد)         |
| آمونیاک              | ۱۹۵٫۴۰ کلوین (−۷۷٫۷۵ درجه سلسیوس)  | ۶٫۰۷۶ کیلوپاسکال (۰٫۰۵۹۹۷ اتمسفر استاندارد)   |
| آرگون                | ۸۳٫۸۱ کلوین (−۱۸۹٫۳۴ درجه سلسیوس)  | ۶۸٫۹ کیلوپاسکال (۰٫۶۸۰ اتمسفر استاندارد)      |
| آرسنیک               | ۱٬۰۹۰ کلوین (۸۲۰ درجه سلسیوس)      | ۳٬۶۲۸ کیلوپاسکال (۳۵٫۸۱ اتمسفر استاندارد)     |
| بوتان (هیدروکربن)    | ۱۳۴٫۶ کلوین (−۱۳۸٫۶ درجه سلسیوس)   | ۷× 10−4 kPa                                   |
| Carbon (گرافیت)      | ۴٬۷۶۵ کلوین (۴٬۴۹۲ درجه سلسیوس)    | ۱۰٬۱۳۲ کیلوپاسکال (۱۰۰٫۰۰ اتمسفر استاندارد)   |
| کربن دی‌اکسید         | ۲۱۶٫۵۵ کلوین (−۵۶٫۶۰ درجه سلسیوس)  | ۵۱۷ کیلوپاسکال (۵٫۱۰ اتمسفر استاندارد)        |
| کربن مونوکسید        | ۶۸٫۱۰ کلوین (−۲۰۵٫۰۵ درجه سلسیوس)  | ۱۵٫۳۷ کیلوپاسکال (۰٫۱۵۱۷ اتمسفر استاندارد)    |
| کلروفرم              | ۱۷۵٫۴۳ کلوین (−۹۷٫۷۲ درجه سلسیوس)  | ۰٫۸۷۰ کیلوپاسکال (۰٫۰۰۸۵۹ اتمسفر استاندارد)   |
| دوتریوم              | ۱۸٫۶۳ کلوین (−۲۵۴٫۵۲ درجه سلسیوس)  | ۱۷٫۱ کیلوپاسکال (۰٫۱۶۹ اتمسفر استاندارد)      |
| اتان                 | ۸۹٫۸۹ کلوین (−۱۸۳٫۲۶ درجه سلسیوس)  | ۸ × 10−4 kPa                                  |
| اتانول               | ۱۵۰ کلوین (−۱۲۳ درجه سلسیوس)       | ۴٫۳ × 10−7 kPa                                |
| اتیلن                | ۱۰۴٫۰ کلوین (−۱۶۹٫۲ درجه سلسیوس)   | ۰٫۱۲ کیلوپاسکال (۰٫۰۰۱۲ اتمسفر استاندارد)     |
| فرومیک اسید          | ۲۸۱٫۴۰ کلوین (۸٫۲۵ درجه سلسیوس)    | ۲٫۲ کیلوپاسکال (۰٫۰۲۲ اتمسفر استاندارد)       |
| هلیم-۴ (نقطه لاندا)  | ۲٫۱۹ کلوین (−۲۷۰٫۹۶ درجه سلسیوس)   | ۵٫۱ کیلوپاسکال (۰٫۰۵۰ اتمسفر استاندارد)       |
| هگزاافلوئورواتان     | ۱۷۳٫۰۸ کلوین (−۱۰۰٫۰۷ درجه سلسیوس) | ۲۶٫۶۰ کیلوپاسکال (۰٫۲۶۲۵ اتمسفر استاندارد)    |
| هیدروژن              | ۱۳٫۸۴ کلوین (−۲۵۹٫۳۱ درجه سلسیوس)  | ۷٫۰۴ کیلوپاسکال (۰٫۰۶۹۵ اتمسفر استاندارد)     |
| هیدروژن کلرید        | ۱۵۸٫۹۶ کلوین (−۱۱۴٫۱۹ درجه سلسیوس) | ۱۳٫۹ کیلوپاسکال (۰٫۱۳۷ اتمسفر استاندارد)      |
| ید                   | ۳۸۶٫۶۵ کلوین (۱۱۳٫۵۰ درجه سلسیوس)  | ۱۲٫۰۷ کیلوپاسکال (۰٫۱۱۹۱ اتمسفر استاندارد)    |
| Isobutane            | ۱۱۳٫۵۵ کلوین (−۱۵۹٫۶۰ درجه سلسیوس) | ۱٫۹۴۸۱ × 10−5 kPa                             |
| جیوه                 | ۲۳۴٫۲ کلوین (−۳۹٫۰ درجه سلسیوس)    | ۱٫۶۵ × 10−7 kPa                               |
| متان                 | ۹۰٫۶۸ کلوین (−۱۸۲٫۴۷ درجه سلسیوس)  | ۱۱٫۷ کیلوپاسکال (۰٫۱۱۵ اتمسفر استاندارد)      |
| نئون                 | ۲۴٫۵۷ کلوین (−۲۴۸٫۵۸ درجه سلسیوس)  | ۴۳٫۲ کیلوپاسکال (۰٫۴۲۶ اتمسفر استاندارد)      |
| نیتریک اکسید         | ۱۰۹٫۵۰ کلوین (−۱۶۳٫۶۵ درجه سلسیوس) | ۲۱٫۹۲ کیلوپاسکال (۰٫۲۱۶۳ اتمسفر استاندارد)    |
| نیتروژن              | ۶۳٫۱۸ کلوین (−۲۰۹٫۹۷ درجه سلسیوس)  | ۱۲٫۶ کیلوپاسکال (۰٫۱۲۴ اتمسفر استاندارد)      |
| دی نیتروژن مونوکسید  | ۱۸۲٫۳۴ کلوین (−۹۰٫۸۱ درجه سلسیوس)  | ۸۷٫۸۵ کیلوپاسکال (۰٫۸۶۷۰ اتمسفر استاندارد)    |
| اکسیژن               | ۵۴٫۳۶ کلوین (−۲۱۸٫۷۹ درجه سلسیوس)  | ۰٫۱۵۲ کیلوپاسکال (۰٫۰۰۱۵۰ اتمسفر استاندارد)   |
| پالادیم              | ۱٬۸۲۵ کلوین (۱٬۵۵۲ درجه سلسیوس)    | ۳٫۵ × 10−3 kPa                                |
| پلاتین               | ۲٬۰۴۵ کلوین (۱٬۷۷۲ درجه سلسیوس)    | ۲٫۰ × 10−4 kPa                                |
| گوگرد دی‌اکسید        | ۱۹۷٫۶۹ کلوین (−۷۵٫۴۶ درجه سلسیوس)  | ۱٫۶۷ کیلوپاسکال (۰٫۰۱۶۵ اتمسفر استاندارد)     |
| تیتانیم              | ۱٬۹۴۱ کلوین (۱٬۶۶۸ درجه سلسیوس)    | ۵٫۳ × 10−3 kPa                                |
| هگزافلوراید اورانیوم | ۳۳۷٫۱۷ کلوین (۶۴٫۰۲ درجه سلسیوس)   | ۱۵۱٫۷ کیلوپاسکال (۱٫۴۹۷ اتمسفر استاندارد)     |
| آب                   | ۲۷۳٫۱۶ کلوین (۰٫۰۱ درجه سلسیوس)    | ۰٫۶۱۱۷ کیلوپاسکال (۰٫۰۰۶۰۳۷ اتمسفر استاندارد) |
| زنون (عنصر)          | ۱۶۱٫۳ کلوین (−۱۱۱٫۸ درجه سلسیوس)   | ۸۱٫۵ کیلوپاسکال (۰٫۸۰۴ اتمسفر استاندارد)      |
| روی                  | ۶۹۲٫۶۵ کلوین (۴۱۹٫۵۰ درجه سلسیوس)  | ۰٫۰۶۵ کیلوپاسکال (۰٫۰۰۰۶۴ اتمسفر استاندارد)   |